# شب طلایی
شب طلایی فیلمی ایرانی به کارگردانی و نویسندگی یوسف حاتمی‌کیا و تهیه‌کنندگی ابراهیم حاتمی‌کیا محصول سال ۱۴۰۰ است. در این فیلم گروه بازیگران متشکل از حسن معجونی، یکتا ناصر، مریم سعادت، مسعود کرامتی، بهناز جعفری، سوگل خلیق، سینا رازانی، علی باقری، امیر محمدی، بابک بهشاد، ناصر هاشمی، بهادر مالکی، زهرا بهروز منش، شکوفه هاشمیان، علی پاشا، نساء افرنگه، پانته‌آ کی‌قبادی، فرسیما دمیرچی، سارینا یوسفی و علیرضا ساره درودی حضور دارند.
شب طلایی اولین بار در ۱۷ بهمن ۱۴۰۰ در چهلمین دوره جشنواره فیلم فجر به نمایش درآمد.

## داستان
در خانهٔ مادربزرگ، همه خانواده دور هم جمع شده‌اند تا جشن تولدی برای مادربزرگ بگیرند. همه چیز خوب پیش می‌رود تا اینکه داماد خانواده که به دلیل سفر در این مهمانی حضور نداشته سرزده می‌رسد و شمش طلایش را می‌خواهد که چندین وقت قبل به امانت در خانه مادربزرگ گذاشته بوده‌ است. با یک گشتن ساده متوجه نبود شمش طلا می‌شوند. این ماجرا آغازگر تنشی بزرگ در بین اعضای خانواده است. تمام افرادی که حضور دارند انگیزه‌هایی برای برداشتن شمش طلا دارند و به مرور بحران پیچیده‌تر می‌شود.

## بازیگران
- حسن معجونی
- یکتا ناصر
- مریم سعادت
- مسعود کرامتی
- بهناز جعفری
- سوگل خلیق
- سینا رازانی
- علی باقری
- امیر محمدی
- بابک بهشاد
- ناصر هاشمی
- بهادر مالکی
- زهرا بهروز منش
- شکوفه هاشمیان
- علی پاشا
- نساء افرنگه
- پانته‌آ کی‌قبادی
- فرسیما دمیرچی
- سارینا یوسفی
- علیرضا ساره درودی[۴]